# دیپ‌استار سیکس
دیپ‌استار سیکس یا ستاره عمیق شش (به انگلیسی: DeepStar Six) فیلمی محصول سال ۱۹۸۹ و به کارگردانی شان اس کانینگهام است. در این فیلم بازیگرانی همچون تورین بلک، نانسی اورهارد، گرگ اویگان، میگوئل فرر، مت مک‌کوی، نیا پیپلز، سیندی پیکت، ماریوس ویرز و الیا باسکین ایفای نقش کرده‌اند.